# Champions Trophy vrouwen 2003
De Champions Trophy voor vrouwen werd in 2003 gehouden in het Australische Sydney. Het toernooi werd gehouden van 29 november tot en met 7 december in het State Hockey Centre. De Australische vrouwen wonnen deze elfde editie.

## Geplaatste landen
De deelnemende landen worden bepaald door de FIH. Geplaatst waren het gastland, de titelverdediger, de olympisch kampioen en de wereldkampioen. Het deelnemersveld werd tot 6 aangevuld op basis van de prestaties op het wereldkampioenschap van 2002.
- Argentinië (wereldkampioen)
- Australië (gastland, olympisch kampioen)
- China (titelverdediger)
- Engeland (vijfde op het wereldkampioenschap)
- Nederland (tweede op het wereldkampioenschap)
- Nieuw-Zeeland (zesde op het wereldkampioenschap)

## Uitslagen
Alle tijden zijn in de lokale tijd UTC+11.

### Eerste ronde
De nummers 1 en 2 spelen de finale, de nummers 3 en 4 om het brons en de nummers 5 en 6 om de 5e en 6e plaats.
| Team       | GS | W | G | V | DV | DT | DS  | Ptn |
| ---------- | -- | - | - | - | -- | -- | --- | --- |
| China      | 5  | 3 | 2 | 0 | 9  | 5  | +4  | 11  |
| Australië  | 5  | 3 | 1 | 1 | 13 | 3  | +10 | 10  |
| Argentinië | 5  | 2 | 3 | 0 | 12 | 8  | +4  | 9   |
| Nederland  | 5  | 1 | 1 | 3 | 8  | 10 | –2  | 4   |
| Engeland   | 5  | 1 | 1 | 3 | 4  | 11 | –7  | 4   |
| Zuid-Korea | 5  | 1 | 0 | 4 | 6  | 15 | –9  | 3   |

| 29 november 2003 11:00 |                      |            |                                                            |
| Argentinië             | 3 – 1                | Zuid-Korea | Scheidsrechters: Julie Ashton-Lucy (AUS) Lyn Farrell (NZL) |
|                        | (verslag)[dode link] |            | Scheidsrechters: Julie Ashton-Lucy (AUS) Lyn Farrell (NZL) |

| 29 november 2003 13:00 |                      |           |                                                          |
| China                  | 1 – 0                | Nederland | Scheidsrechters: Jane Nockolds (ENG) Minka Woolley (AUS) |
|                        | (verslag)[dode link] |           | Scheidsrechters: Jane Nockolds (ENG) Minka Woolley (AUS) |

| 29 november 2003 15:00 |                      |          |                                                                  |
| Australië              | 5 – 0                | Engeland | Scheidsrechters: Soledad Iparraguirre (ARG) Kazuko Yasueda (JPN) |
|                        | (verslag)[dode link] |          | Scheidsrechters: Soledad Iparraguirre (ARG) Kazuko Yasueda (JPN) |

| 30 november 2003 13:00 |                      |            |                                                           |
| China                  | 3 – 3                | Argentinië | Scheidsrechters: Renate Peters (GER) Kazuko Yasueda (JPN) |
|                        | (verslag)[dode link] |            | Scheidsrechters: Renate Peters (GER) Kazuko Yasueda (JPN) |

| 30 november 2003 15:00 |                      |           |                                                                 |
| Australië              | 2 – 1                | Nederland | Scheidsrechters: Sarah Garnett (NZL) Soledad Iparraguirre (ARG) |
|                        | (verslag)[dode link] |           | Scheidsrechters: Sarah Garnett (NZL) Soledad Iparraguirre (ARG) |

| 30 november 2003 17:00 |                      |            |                                                               |
| Engeland               | 1 – 2                | Zuid-Korea | Scheidsrechters: Cecilia Valenzuela (CHI) Minka Woolley (AUS) |
|                        | (verslag)[dode link] |            | Scheidsrechters: Cecilia Valenzuela (CHI) Minka Woolley (AUS) |

| 2 december 2003 16:00 |                      |           |                                                              |
| Zuid-Korea            | 3 – 4                | Nederland | Scheidsrechters: Julie Ashton-Lucy (AUS) Renate Peters (GER) |
|                       | (verslag)[dode link] |           | Scheidsrechters: Julie Ashton-Lucy (AUS) Renate Peters (GER) |

| 2 december 2003 18:00 |                      |          |                                                               |
| Argentinië            | 2 – 0                | Engeland | Scheidsrechters: Sarah Garnett (NZL) Cecilia Valenzuela (CHI) |
|                       | (verslag)[dode link] |          | Scheidsrechters: Sarah Garnett (NZL) Cecilia Valenzuela (CHI) |

| 2 december 2003 20:00 |                      |       |                                                        |
| Australië             | 0 – 1                | China | Scheidsrechters: Lyn Farrell (NZL) Jane Nockolds (ENG) |
|                       | (verslag)[dode link] |       | Scheidsrechters: Lyn Farrell (NZL) Jane Nockolds (ENG) |

| 4 december 2003 16:00 |                      |            |                                                              |
| China                 | 2 – 0                | Zuid-Korea | Scheidsrechters: Julie Ashton-Lucy (AUS) Sarah Garnett (NZL) |
|                       | (verslag)[dode link] |            | Scheidsrechters: Julie Ashton-Lucy (AUS) Sarah Garnett (NZL) |

| 4 december 2003 18:00 |                      |           |                                                                 |
| Engeland              | 1 – 0                | Nederland | Scheidsrechters: Soledad Iparraguirre (ARG) Minka Woolley (AUS) |
|                       | (verslag)[dode link] |           | Scheidsrechters: Soledad Iparraguirre (ARG) Minka Woolley (AUS) |

| 4 december 2003 20:00 |                      |            |                                                        |
| Australië             | 1 – 1                | Argentinië | Scheidsrechters: Lyn Farrell (NZL) Renate Peters (GER) |
|                       | (verslag)[dode link] |            | Scheidsrechters: Lyn Farrell (NZL) Renate Peters (GER) |

| 6 december 2003 11:00 |                      |       |                                                          |
| Engeland              | 2 – 2                | China | Scheidsrechters: Renate Peters (GER) Sarah Garnett (NZL) |
|                       | (verslag)[dode link] |       | Scheidsrechters: Renate Peters (GER) Sarah Garnett (NZL) |

| 6 december 2003 13:00 |                      |            |                                                            |
| Nederland             | 3 – 3                | Argentinië | Scheidsrechters: Julie Ashton-Lucy (AUS) Lyn Farrell (NZL) |
|                       | (verslag)[dode link] |            | Scheidsrechters: Julie Ashton-Lucy (AUS) Lyn Farrell (NZL) |

| 6 december 2003 15:00 |                      |            |                                                                 |
| Australië             | 5 – 0                | Zuid-Korea | Scheidsrechters: Soledad Iparraguirre (ARG) Jane Nockolds (ENG) |
|                       | (verslag)[dode link] |            | Scheidsrechters: Soledad Iparraguirre (ARG) Jane Nockolds (ENG) |

### Plaatsingswedstrijden
Om de 5e/6e plaats
| 7 december 2003 10:00 |                       |            |                                                              |
| Engeland              | 2 – 2 (nv) 4 - 2 (sb) | Zuid-Korea | Scheidsrechters: Minka Woolley (AUS) Julie Ashton-Lucy (AUS) |
|                       | (verslag)[dode link]  |            | Scheidsrechters: Minka Woolley (AUS) Julie Ashton-Lucy (AUS) |

Om de 3e/4e plaats
| 7 december 2003 12:30 |                      |           |                                                           |
| Argentinië            | 2 – 3                | Nederland | Scheidsrechters: Renate Peters (GER) Kazuko Yasueda (JPN) |
|                       | (verslag)[dode link] |           | Scheidsrechters: Renate Peters (GER) Kazuko Yasueda (JPN) |

Finale
| 7 december 2003 15:00 |                      |           |                                                               |
| China                 | 2 – 3                | Australië | Scheidsrechters: Soledad Iparraguirre (ARG) Lyn Farrell (NZL) |
|                       | (verslag)[dode link] |           | Scheidsrechters: Soledad Iparraguirre (ARG) Lyn Farrell (NZL) |

## Selecties
Argentinië
Bondscoach: Gabriel Minadeo
1. Mariela Antoniska (gk)
2. Magdalena Aicega
3. María Paz Ferrari
4. Marina di Giacomo
5. Ayelén Stepnik
6. Alejandra Gulla
7. Luciana Aymar
8. Soledad García
9. Mariana González Oliva

1. Mercedes Margalot
2. María de la Paz Hernández
3. Maria Inés Parodi
4. Paola Vukojicic (gk)
5. Mariné Russo
6. Inés Arrondo
7. Natali Doreski
8. Claudia Burkart
9. Macarena Rodríguez

 Australië
Bondscoach: David Bell
1. Louise Dobson
2. Karen Smith
3. Ngaire Smith
4. Megan Rivers
5. Peta Gallagher
6. Bianca Netzler
7. Emily Halliday
8. Wendy Alcorn
9. Cindy Morgan (gk)

1. Rachel Imison (gk)
2. Carmel Bakurski
3. Katie Allen
4. Angie Skirving
5. Melanie Twitt
6. Suzie Faulkner
7. Julie Towers
8. Sarah Young
9. Katrina Powell

 China
Bondscoach: Kim Chang-back
1. Nie Yali (gk)
2. Huang Xuejiao
3. Chen Zhaoxia
4. Ma Yibo
5. Cheng Hui
6. Huang Junxia
7. Fu Baorong
8. Li Shuang
9. Gao Lihua

1. Tang Chunling
2. Zhou Wanfeng
3. Ren Ye
4. Hou Xiaolan
5. Qiu Yingling
6. Chen Qiuqi
7. Chen Qunqing
8. Zhang Yimeng (gk)

 Engeland
Bondscoach: Bobby Crutchley
1. Carolyn Reid (gk)
2. Hilary Rose (gk)
3. Jennie Bimson
4. Jane Smith
5. Denise Marston-Smith
6. Melanie Clewlow
7. Purdy Miller
8. Anna Bennett
9. Mandy Nicholson

1. Lucilla Wright
2. Kate Walsh
3. Frances Houslop
4. Rachel Walker
5. Leisa King
6. Sarah Blanks
7. Joanne Ellis
8. Fiona Greenham
9. Crista Cullen

 Nederland
1. Clarinda Sinnige (gk)
2. Eveline de Haan (gk)
3. Macha van der Vaart
4. Jiske Snoeks
5. Maartje Scheepstra
6. Miek van Geenhuizen
7. Sylvia Karres
8. Mijntje Donners
9. Ageeth Boomgaardt

1. Sabine Romkes
2. Minke Smabers
3. Janneke Schopman
4. Chantal de Bruijn
5. Eefke Mulder
6. Wieke Dijkstra
7. Lieve van Kessel
8. Kim Lammers
9. Femke Kooijman

Bondscoach: Marc Lammers
- Assistent: Carel van der Staak
- Manager-assistent: Alyson Annan
- Arts: Jessica Gal
- Fysio: Marc van Nieuwenhuizen en Sjoerd van Daalen
- Video: Lars Gillhaus
- Mental coach: Bill Gillissen

 Zuid-Korea
Bondscoach: Lim Heung-Sin
1. Park Yong-Sook (gk)
2. Kim Yun-Mi
3. Lee Jin-Hee
4. Yoo Hee-Joo
5. Lee Seon-Ok
6. Han Sung-Mi
7. Lee Mi-Seong
8. Nam Jin-A
9. Kim Seong-Eun

1. Ko Kwang-Min
2. Park Seon-Mi
3. Lim Ju-Young (gk)
4. Kang Bo-Kyung
5. Park Jeong-Sook
6. Young Kang-Na
7. Kim Mi-Seon
8. Park Jin-Suk
9. Kim Bo-Mi

## Scheidsrechters
- Julie Ashton-Lucy
- Lyn Farrell
- Sarah Garnett

- Maria Soledad Iparraguirre
- Jane Nockolds
- Renate Peters

- Cecilia Valenzuela
- Minka Woolley
- Kazuko Yasueda

## Topscorers
- In onderstaand overzicht zijn alleen de speelsters opgenomen met drie of meer treffers achter hun naam.

| № | Naam           | Land       | Goals |
| - | -------------- | ---------- | ----- |
| 1 | Katrina Powell | Australië  | 4     |
| 2 | Luciana Aymar  | Argentinië | 3     |
|   | Fu Baorong     | China      | 3     |
|   | Soledad García | Argentinië | 3     |
|   | Tang Chunling  | China      | 3     |

## Eindrangschikking
| rang   | land       |
| ------ | ---------- |
| Goud   | Australië  |
| Zilver | China      |
| Brons  | Nederland  |
| 4      | Argentinië |
| 5      | Engeland   |
| 6      | Zuid-Korea |

Mannen:
Lahore 1978 ·
Karachi 1980 ·
Karachi 1981 ·
Amstelveen 1982 ·
Karachi 1983 ·
Karachi 1984 ·
Perth 1985 ·
Karachi 1986 ·
Amstelveen 1987 ·
Lahore 1988 ·
Berlijn 1989 ·
Melbourne 1990 ·
Berlijn 1991 ·
Karachi 1992 ·
Kuala Lumpur 1993 ·
Lahore 1994 ·
Berlijn 1995 ·
Chennai 1996 ·
Adelaide 1997 ·
Lahore 1998 ·
Brisbane 1999 ·
Amstelveen 2000 ·
Rotterdam 2001 ·
Keulen 2002 ·
Amstelveen 2003 ·
Lahore 2004 ·
Chennai 2005 ·
Barcelona 2006 ·
Kuala Lumpur 2007 ·
Rotterdam 2008 ·
Melbourne 2009 ·
Mönchengladbach 2010 ·
Auckland 2011 ·
Melbourne 2012 ·
Bhubaneswar 2014 ·
Londen 2016 ·
Breda 2018
Vrouwen:
Amstelveen 1987 ·
Frankfurt 1989 ·
Berlijn 1991 ·
Amstelveen 1993 ·
Mar del Plata 1995 ·
Berlijn 1997 ·
Brisbane 1999 ·
Amstelveen 2000 ·
Amstelveen 2001 ·
Macau 2002 ·
Sydney 2003 ·
Rosario 2004 ·
Canberra 2005 ·
Amstelveen 2006 ·
Quilmes 2007 ·
Mönchengladbach 2008 ·
Melbourne 2009 ·
Nottingham 2010 ·
Amstelveen 2011 ·
Rosario 2012 ·
Mendoza 2014 ·
Londen 2016 ·
Changzhou 2018